# Giairo

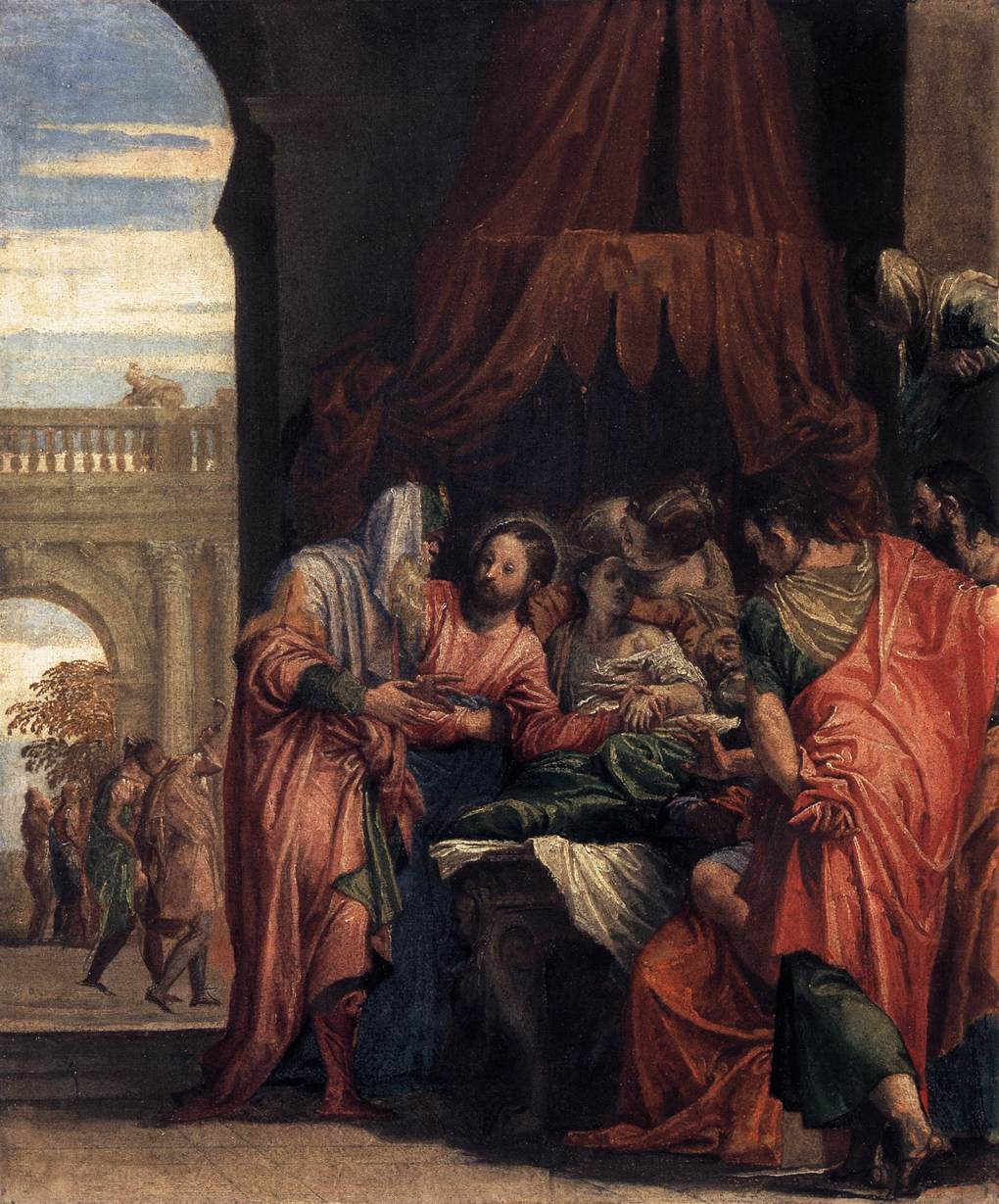
Resurrezione della figlia di Giairo (Paolo Veronese)

Giairo (AFI: /ˈʤairo/ o /ʤaˈiro/) o Iairo (/ˈjairo/ o /jaˈiro/; il nome deriva dalla trascrizione greca dell'ebraico Yair, “Jahve irradia”)
è un personaggio evangelico a cui Gesù, secondo le Scritture, resuscitò la figlia morta.
Notabile di Cafarnao, si recò sulle rive del mare di Galilea per pregare Gesù di recargli soccorso. Marco e Luca affermano che era “capo della sinagoga”; gli ebrei attribuivano a quei tempi tale titolo a coloro che presiedevano le riunioni della comunità ed esercitavano determinate funzioni amministrative in seno a essa.
Il racconto di Marco è più ricco di particolari, ma quelli di Matteo e di Luca sono più precisi circa la natura del miracolo compiuto dal Cristo di fronte alla fede mostrata da Giairo, che chiede al maestro di guarire la figlia malata. La fanciulla, che aveva solo dodici anni, era già spirata all'arrivo di Gesù e quelli della casa affermarono che a quel punto non valeva più la pena di disturbare il taumaturgo. Gesù però rassicurò il padre e, rivolgendosi ai presenti che già piangevano e gemevano per il lutto, pronunciò le stesse parole che avrebbe detto prima della risurrezione di Lazzaro: “La bambina non è morta, ma dorme”.
Poi, alla presenza di Pietro, Giacomo e Giovanni, i discepoli più intimi, e dei parenti della fanciulla, le prese la mano e le disse: “Talità kum”, in aramaico, la lingua che parlava Gesù. Queste parole vengono di solito tradotte liberamente, sulla linea della versione di Marco e della Vulgata di San Girolamo, con “fanciulla, io ti dico, alzati”. La fanciulla dodicenne si alzò e camminò, restituita alla vita e Gesù ordinò di darle da mangiare.
I resoconti degli evangelisti non sono, però, concordi in merito alla richiesta fatta da Giairo e al momento in cui questa viene fatta. Secondo infatti i vangeli di Marco e Luca (Mc5,21-42; Lc8,40-56), Giairo chiede a Gesù di seguirlo alla propria casa per guarire la figlia malata, che morirà solo mentre si recano da lei; secondo invece il Vangelo di Matteo (Mt9,18-26), quando Giairo parla con Gesù, sua figlia è già morta e gli chiede quindi di venire a casa sua per resuscitarla e, sempre nella versione redazionale matteana, a differenza degli altri sinottici, quando "Gesù e i discepoli seguono il padre della piccola fino a casa, non si fa parola di «intermediari» di alcun tipo [...] non ci sono rappresentanti, legazioni o avversari".